# Cota triumfetti
Cota triumfetti — вид рослин із родини айстрових (Asteraceae).

## Біоморфологічна характеристика
Це багаторічна запушена рослина. Стебло 3–8  дм, прямовисне, жорстке, просте чи розгалужене, з прямовисними гілками. Листки глибоко двоперисті, з короткими гострими зубцями. Квіткові голови 3–5 см у діаметрі, на голих квітконосах, що не потовщені на верхівці. Крайові квітки з білими язичками; дискові квітки жовті. Плоди стиснуті, з 2 виразними бічними ребрами, забезпечені 5 борозенками з кожного боку. Період цвітіння: червень і липень.

## Середовище проживання
Зростає у Євразії від Португалії до Ірану.
В Україні зростає Cota triumfettii subsp. triumfettii = Anthemis dumetorum у Криму, в середньому гірському поясі, досить рідко на кам'янистих схилах, лісових галявинах.